# Cucçac de Narbona
Cucçac d'Aude (en francès Cuxac-d'Aude) és un municipi francès situat al departament de l'Aude i a la regió d'Occitània.